# Gilberto Hernández
Gilberto Hernández Guerrero (Ébano, 4 febbraio 1970) è uno scacchista messicano.
Ha ottenuto il titolo di Maestro Internazionale nel 1987 e di Grande Maestro nel 1995.

## Principali risultati
All'età di 11 anni vinse il campionato dello stato di San Luis Potosí e si classificò terzo nel campionato del mondo giovanile U14 di Xalapa in Messico. 
Nel 1986 vinse a San Juan (Porto Rico) il campionato panamericano U16. Nel 1990 vinse il torneo open di 
Lione con 8 punti su 9 partite. 
Quattro volte vincitore del campionato messicano (1992, 1994, 1995 e 2009). 
Dal 1986 al 2014 ha partecipato a dieci olimpiadi degli scacchi con la nazionale messicana (5 volte in prima scacchiera), ottenendo complessivamente il 57,1% dei punti.
Ha vinto partite contro diversi grandi campioni, tra cui Alexei Shirov, Vladimir Akopian, Boris Gulko, Tony Miles e Aleksandr Rustemov; ha ottenuto la patta, tra gli altri, contro Alexander Khalifman, Viktor Korchnoi, Judit Polgár, Boris Gelfand, Joël Lautier e Jeroen Piket. 
Ha raggiunto il suo più alto rating FIDE in luglio del 2000, con 2572 punti Elo.